# 鹄山镇
鹄山镇，原为鹄山乡，是中华人民共和国江西省新余市渝水区下辖的一个乡镇级行政单位。2020年，撤乡设镇。现区划代码360502111。
鹄山镇位于新余市渝水区北部，东与水北镇相邻，南与人和乡接壤，西、北与上高县、高安市交界，距城区35公里。

## 行政区划
鹄山镇下辖以下地区：
鹄山村、坑里村、荷沂村、晓堆村、兰塘村、上塘村、地步村、桐村和窝里村。